# In with the Out Crowd
In with the Out Crowd é o sexto álbum de estúdio da banda americana de ska punk Less Than Jake, lançado em 26 de Maio de 2006.
O álbum destaca-se dos demais por ter um trabalho quase inexistente da parte dos instrumentos de sopro, e por ter recebido opiniões negativas dos fãs. A banda brinca com o fato nas performances ao vivo, dizendo "Estamos trabalhando num novo álbum que vocês talvez gostem dessa vez" ou "Aqui está uma música do nosso álbum que todos odeiam". O saxofonista JR comenta:
"Houve muitas reações negativas em relação ao nosso último álbum, vindas de vários fãs antigos. E se isso foi algo merecido ou não, não está aqui nem lá. Não vale a pena lutar por isso, por quê minha opinião sobre nosso último álbum nunca mudou; é um álbum ótimo, e eu amo ele."
A capa do álbum é uma colagem de fotos de vários fãs, com os membros da banda misturados na "multidão".
O álbum chegou a 78ª posição na parada da Billboard.

## Faixas
1. "Soundtrack of My Life" – 2:59
2. "A Still Life Franchise" – 3:28
3. "Overrated (Everything Is)" (co-escrita com Holly Knight) – 3:10
4. "Fall Apart" – 3:09
5. "In-Dependence Day" – 2:48
6. "Don't Fall Asleep on the Subway" – 3:16
7. "Landmines and Landslides" – 2:58
8. "The Rest of My Life" (co-escrita com Mark Hoppus) – 3:33
9. "Mostly Memories" – 3:13
10. "Let Her Go" – 2:23
11. "Hopeless Case" – 3:58
12. "P.S. Shock the World" – 4:06

### Edição especial
Uma edição especial do disco foi lançada. Ela incluía
- CD In with the Out Crowd
- um DVD com vinte minutos de gravações no estúdio
- um disco de dados com 319 fotos, 36 mp3s de músicas ao vivo, 13 vídeos ao vivo (arquivos MP4/QuickTime), 4 avatares, 4 papéis de parede e um descanso de tela

## Créditos
- Chris Demakes - guitarra, vocais
- Roger Manganelli - baixo, guitarra, vocais
- Vinnie Fiorello - bateria, letras
- Buddy Schaub - trombone
- Peter "JR" Wasilewski - saxofone, vocais